# 고기 (역사서)
《고기》(古記)는 현재 전해지지 않는 한국의 고대 역사서이다. 단군신화 등이 수록되어 있었다고 전해진다.
《고기》는 고려 인종 23년(서기 1145년)에 김부식이 편찬한, 지금까지 전하는 역사서 중 한국 최고(最古)인 《삼국사기》(三國史記)에 사료로 기록되어 있다. 삼국사기에는 《고기》, 《해동고기》(海東古記), 《삼한고기》(三韓古記), 《본국고기》(本國古記), 《신라고기》(新羅古記), 《신라고사(新羅古史)》 등 다양한 한국 고유의 기록이 나타난다.
고려 충렬왕 때 일연이 쓴 《삼국유사》는 《고기》를 인용하여 단군신화를 기록했는데, 이것이 오늘날 전해지는 단군에 대한 가장 오래된 기록이다.
조선 정조 때 안정복은 《동사강목》(東史綱目)에서 《고기》는 《단군고기》(檀君古記)의 약칭으로서 단군의 사적을 기록한 문헌으로 보았으며, 이승휴의 《제왕운기》(帝王韻記)에서 인용한 《단군본기》(檀君本紀)와 같은 책이라고 보았다.